# Babunovići
Babunovići es un pueblo en el municipio de Srebrenik, Bosnia y Herzegovina.

## Demografía
Según el censo de 2013, su población era de 1.775.